# Art City Bologna
Art City Bologna è un evento nato nel 2013 dalla collaborazione tra l'Assessorato alla Cultura del Comune di Bologna, e BolognaFiere e si svolge in occasione dell'incontro annuale di Arte Fiera. Art City Bologna è un insieme di iniziative culturali, mostre ed eventi che propongono una contaminazione fra l'arte contemporanea e i luoghi e il patrimonio artistico presenti sul territorio.
Nel programma di Art City Bologna  ogni anno è presente l'Art City White Night, una notte bianca  dell’Arte con centinaia di iniziative.
Nel 2017 nasce la sezione Art City Polis coordinata da Istituzione Bologna Musei che promuove site-specific di artisti contemporanei, appositamente creati in dialogo con le  peculiarità degli spazi espositivi e dei luoghi storici in cui vengono installati.
Le Collezioni Comunali d'Arte, il Museo internazionale e biblioteca della musica, il Museo Civico Medievale, il Museo Morandi, Casa Morandi, il MAMbo-Museo d'Arte Moderna di Bologna sono fra i principali luoghi in cui si svolgono le iniziative legate ad Art City Polis; Nino Migliori e Flavio Favelli gli artisti locali che partecipano alla prima edizione di Polis.